# Курганное (Красногвардейский район)
Курга́нное (до 1948 года Косте́ль; укр. Курганне, крымскотат. Köstel, Косьтель) — село в Красногвардейском районе Республики Крым, входит в состав Полтавского сельского поселения (согласно административно-территориальному делению Украины — Полтавского сельского совета Автономной Республики Крым).

## Население
| 2001 | 2014 |
| ---- | ---- |
| 32   | ↗42  |

Всеукраинская перепись 2001 года показала следующее распределение по носителям языка
| Язык             | Процент |
| ---------------- | ------- |
| крымскотатарский | 43.75   |
| русский          | 34.38   |
| украинский       | 21.88   |

### Динамика численности
| - 1805 год — 159 чел. - 1864 год — 10 чел. - 1892 год — 28 чел. - 1900 год — 98 чел. - 1915 год — 35/126 чел. - 1926 год — 143 чел. | - 1939 год — 179 чел. - 1989 год — 44 чел. - 2001 год — 32 чел. - 2009 год — 48 чел. - 2014 год — 42 чел. |

## Современное состояние
На 2017 год в Курганном числится 1 улица — Курганная и садовое товарищество; на 2009 год, по данным сельсовета, село занимало площадь 10,2 гектара на которой, в 16 дворах, проживало 48 человек. Жители обеспечиваются водой из артезианской скважины, торговля — выездная.

## География
Курганное — село в степном Крыму на юге района, на левой стороне долины Салгира в среднем течении, высота центра села над уровнем моря 82 м. Соседние сёла: Пятихатка в 4,5 км на восток и Октябрьское примерно в 6 километрах на запад, там же ближайшая железнодорожная станция Элеваторная. Расстояние до райцентра — около 28 километров (по шоссе) на север. Транспортное сообщение осуществляется по региональной автодороге 35Н-238 протяжённостью 0,7 км от шоссе 35Н-263 Октябрьское — Докучаево (по украинской классификации — С-0-10627).

## История
Первое документальное упоминание села встречается в Камеральном Описании Крыма… 1784 года, судя по которому, в последний период Крымского ханства Костель (записано как Костеле) входил в Ашага Ичкийский кадылык Акмечетского каймаканства. После присоединения Крыма к России (8) 19 апреля 1783 года, (8) 19 февраля 1784 года, именным указом Екатерины II сенату, на территории бывшего Крымского Ханства была образована Таврическая область и деревня была приписана к Перекопскому уезду. После Павловских реформ, с 1796 по 1802 год, входила в Акмечетский уезд Новороссийской губернии. По новому административному делению, после создания 8 (20) октября 1802 года Таврической губернии, Костель был включён в состав Кучук-Кабачской волости Перекопского уезда.
По Ведомости о всех селениях в Перекопском уезде состоящих с показанием в которой волости сколько числом дворов и душ… от 21 октября 1805 года, в деревне Костель числилось 25 дворов, 147 крымских татар и 12 цыган. На военно-топографической карте генерал-майора Мухина 1817 года деревня Кустиль обозначена с 23 дворами. После реформы волостного деления 1829 года Костель, согласно «Ведомости о казённых волостях Таврической губернии 1829 года», отнесли к Агъярской волости (переименованной из Кучук-Кабачской). На карте 1836 года в деревне 21 двор, как и на карте 1842 года. Видимо, в последующие годы, до 1860-х годов, жители выехали из Костеля, поскольку в «Памятной книжке Таврической губернии за 1867 год», среди покинутых в 1860—1864 годах, в результате эмиграции крымских татар, особенно массовой после Крымской войны 1853—1856 годов, в Турцию селений, деревня не значится.
В 1860-х годах, после земской реформы Александра II, деревню включили в состав Айбарской волости. В «Списке населённых мест Таврической губернии по сведениям 1864 года», составленном по результатам VIII ревизии 1864 года, Костель — владельческая деревня с 1 двором и 10 жителями при колодцах. По обследованиям профессора А. Н. Козловского начала 1860-х годов, вода в колодцах деревни была пресная, а их глубина составляла 10—15 саженей (21—32 м). На трёхверстовой карте Шуберта 1865—1876 года в Костеле 4 обозначено двора. В «Памятной книге Таврической губернии 1889 года» деревня не записана.
После земской реформы 1890 года, Костель отнесли к Бютеньской волости. Согласно «…Памятной книжке Таврической губернии на 1892 год», в деревне Костель (записано, как Колнель), находившейся в частном владении, было 28 жителей в 7 домохозяйствах, по «…Памятной книжке… на 1900 год» в Костеле 98 жителей в 7 дворах, арендующих землю у крупного землевладельца Попова. На 1914 год в селении действовала земская школа. По Статистическому справочнику Таврической губернии. Ч.II-я. Статистический очерк, выпуск пятый Перекопский уезд, 1915 год, в деревне Костель Бютеньской волости Перекопского уезда числился 31 двор (все дворы безземельные) с татарским населением в количестве 35 человек приписных жителей и 126 — «посторонних», из которых 82 мужчины и 79 женщин. Жители землёй не владели, но за селением числилось 1280 десятин земли. В хозяйствах имелось 131 лошадь, 30 волов, 44 коровы и 1160 голов мелкого скота.
После установления в Крыму Советской власти и учреждения 18 октября 1921 года Крымской АССР, в составе Симферопольского уезда был образован Биюк-Онларский район, в состав которого включили село. В 1922 году уезды получили название округов. 11 октября 1923 года, согласно постановлению ВЦИК, в административное деление Крымской АССР были внесены изменения, в результате которых был ликвидирован Биюк-Онларский район и село включили в состав Симферопольского. Согласно Списку населённых пунктов Крымской АССР по Всесоюзной переписи 17 декабря 1926 года, в селе Костель, Биюк-Онларского сельсовета Симферопольского района, числилось 38 дворов, из них 34 крестьянских, население составляло 143 человека, из них 133 татарина, 1 русский, 9 украинцев, действовала татарская школа. Постановлением КрымЦИКа от 15 сентября 1930 года был вновь создан Биюк-Онларский район (указом Президиума Верховного Совета РСФСР № 621/6 от 14 декабря 1944 года переименованный в Октябрьский), теперь как национальный (лишённый статуса национального постановлением Оргбюро ЦК КПСС от 20 февраля 1939 года) немецкий, село включили в его состав. По данным всесоюзной переписи населения 1939 года в селе проживало 179 человек.
В 1944 году, после освобождения Крыма от фашистов, согласно Постановлению ГКО № 5859 от 11 мая 1944 года, 18 мая крымские татары были депортированы в Среднюю Азию. 12 августа 1944 года было принято постановление № ГОКО-6372с «О переселении колхозников в районы Крыма» и в сентябре 1944 года в район приехали первые новоселы (57 семей) из Винницкой и Киевской областей, а в начале 1950-х годов последовала вторая волна переселенцев из различных областей Украины. С 25 июня 1946 года Костель в составе Крымской области РСФСР. Указом Президиума Верховного Совета РСФСР от 18 мая 1948 года, Костель переименовали в деревню Курганная. 26 апреля 1954 года Крымская область была передана из состава РСФСР в состав УССР. Время включения в Пятихатский сельсовет пока не установлено: на 15 июня 1960 года село уже числилось в его составе. Указом Президиума Верховного Совета УССР «Об укрупнении сельских районов Крымской области», от 30 декабря 1962 года, Октябрьский район был упразднён и Курганное присоединили к Красногвардейскому. По данным переписи 1989 года в селе проживало 44 человека. До 1997 года село входило в Пятихатский сельсовет, 20 ноября 1997 года, постановлением ВС АРК, село было переподчинено Полтавскому сельсовету. С 12 февраля 1991 года село в восстановленной Крымской АССР, 26 февраля 1992 года переименованной в Автономную Республику Крым. С 21 марта 2014 года в составе Крыма аннексировано Россией.